# Showgirl: The Homecoming Tour
Showgirl: The Homecoming Tour Kylie Minogue ausztrál énekesnő kilencedik koncertturnéja, melyen 2004-es válogatásalbumát, az Ultimate Kylie-t népszerűsítette. 2005 márciusától több mint 34 koncertet rendeztek Európában és Ausztráliában.

## Számlista
Act 1: Homecoming
1. „Showgirl Theme” (Instrumentális bevezetés)
2. „Better the Devil You Know”
3. „In Your Eyes”
4. „White Diamond”
5. „On a Night Like This”

Act 2: Everything Taboo
1. „Shocked”
2. „What Do I Have to Do”
3. „Spinning Around”

Act 3: Samsara
1. „Temple Prequel”
2. „Confide in Me”
3. „Cowboy Style”
4. „Finer Feelings”
5. „Too Far”

Act 4: Athletica
1. „Butterfly” (Dance Interlude)
2. „Red Blooded Woman”
3. „Slow”
4. „Kids”

Act 5: Dreams
1. „Rainbow Prequel” (Video Interlude)
2. „Over the Rainbow”
3. „Come into My World”
4. „Chocolate”
5. „I Believe in You”
6. „Dreams”

Act 6: Pop Paradiso
1. „Burning Up”
2. „The Loco-Motion”
3. „I Should Be So Lucky”
4. „Hand on Your Heart”

Act 7: Dance of the Cybermen
1. „Space Prequel” (Instrumentális közbenső)
2. „Can’t Get You Out of My Head”
3. „Light Years”

Encore
1. „Especially for You”
2. „Love at First Sight”

## Turné dátumok
| 2006. november 11. | Sydney     | Ausztrália         | Sydney Entertainment Centre   |
| 2006. november 12. | Sydney     | Ausztrália         | Sydney Entertainment Centre   |
| 2006. november 14. | Sydney     | Ausztrália         | Sydney Entertainment Centre   |
| 2006. november 17. | Brisbane   | Ausztrália         | Brisbane Entertainment Centre |
| 2006. november 18. | Brisbane   | Ausztrália         | Brisbane Entertainment Centre |
| 2006. november 20. | Brisbane   | Ausztrália         | Brisbane Entertainment Centre |
| 2006. november 23. | Sydney     | Ausztrália         | Acer Arena                    |
| 2006. november 24. | Sydney     | Ausztrália         | Acer Arena                    |
| 2006. november 26. | Sydney     | Ausztrália         | Acer Arena                    |
| 2006. november 30. | Adelaide   | Ausztrália         | Adelaide Entertainment Centre |
| 2006. december 1.  | Adelaide   | Ausztrália         | Adelaide Entertainment Centre |
| 2006. december 4.  | Perth      | Ausztrália         | Burswood Dome                 |
| 2006. december 5.  | Perth      | Ausztrália         | Burswood Dome                 |
| 2006. december 7.  | Perth      | Ausztrália         | Burswood Dome                 |
| 2006. december 10. | Melbourne  | Ausztrália         | Rod Laver Arena               |
| 2006. december 11. | Melbourne  | Ausztrália         | Rod Laver Arena               |
| 2006. december 13. | Melbourne  | Ausztrália         | Rod Laver Arena               |
| 2006. december 14. | Melbourne  | Ausztrália         | Rod Laver Arena               |
| 2006. december 16. | Melbourne  | Ausztrália         | Rod Laver Arena               |
| 2006. december 17. | Melbourne  | Ausztrália         | Rod Laver Arena               |
| Európa             |            |                    |                               |
| 2006. december 31. | London     | Egyesült Királyság | Wembley Arena                 |
| 2007. jánuar 2.    | London     | Egyesült Királyság | Wembley Arena                 |
| 2007. jánuar 3.    | London     | Egyesült Királyság | Wembley Arena                 |
| 2007. jánuar 5.    | London     | Egyesült Királyság | Wembley Arena                 |
| 2007. jánuar 6.    | London     | Egyesült Királyság | Wembley Arena                 |
| 2007. jánuar 8.    | London     | Egyesült Királyság | Wembley Arena                 |
| 2007. jánuar 9.    | London     | Egyesült Királyság | Wembley Arena                 |
| 2007. jánuar 12.   | Manchester | Egyesült Királyság | Manchester Aréna              |
| 2007. jánuar 13.   | Manchester | Egyesült Királyság | Manchester Aréna              |
| 2007. jánuar 18.   | Manchester | Egyesült Királyság | Manchester Aréna              |
| 2007. jánuar 19.   | Manchester | Egyesült Királyság | Manchester Aréna              |
| 2007. jánuar 21.   | Manchester | Egyesült Királyság | Manchester Aréna              |
| 2007. jánuar 22.   | Manchester | Egyesült Királyság | Manchester Aréna              |
| 2007. jánuar 23.   | Manchester | Egyesült Királyság | Manchester Aréna              |